# Меморіальний будинок-музей Дмитра Яворницького
Меморіальний будинок-музей Д. І. Яворницького — музей у Дніпрі, що розповідає про життя та діяльність українського історика, археолога, дослідника історії українського козацтва Дмитра Яворницького. Розміщений в будинку, де учений жив і працював упродовж 35 років; є філією Дніпропетровського історичного музею імені Дмитра Яворницького.

## Створення музею
Дмитру Яворницькому було майже п'ятдесят, коли він зміг здійснити свою давню мрію — повернутись жити в Україну. В Катеринославі (колишня назва міста Дніпра) він придбав за 300 карбованців ділянку для садиби у Григорія Маркевича. На цій ділянці в 1905 році був споруджений будинок, в якому науковець жив і працював останні 35 років свого життя, а нині діє присвячений йому меморіальний музей Автор проекту будинку — добрий знайомий Яворницького, місцевий архітектор Леонід Альбертович Бродницький. Нині садиба історика майже не єдина будівля, що збереглася від старого Катеринослава в його характерному «катеринославському» стилі і типовому кольорі.
У «козацькому курені», так Яворницький називав свій будиночок, часто зупинялися його гості, серед них Павло Тичина, Максим Рильський, Павло Усенко і Остап Вишня, художник-баталіст Микола Самокиш і славіст Агатангел Кримський, класики українського театрального мистецтва М. Кропивницький, М. Садовський, П. Саксаганський та багато ін.
Після смерті Дмитра Яворницького у 1940 році, його дружина Серафима Дмитрівна подала до міськвиконкому листа з проханням створити в будинку музей. Проте зробити цього не вдалось, оскільки розпочалась Друга світова війна. Під час окупації нова влада виселила з будинку дружину Яворницького і провела в ньому ремонтні роботи. Були пошкоджені малюнки (художник Микола Струнников) на внутрішніх стінах будинку, які відновили після війни. Під час війни у будинку квартирувалися німці, які зруйнували оригінальну веранду і почали будівництво цегляної прибудови, яка мала б слугувати повноцінним другим поверхом. Під час реставраційних робіт до відкриття музею прибудову було розібрано, а веранду відновлено за збереженими схемами та фотографіями.
По закінченню війни, рішення про створення меморіального музею було поновлене, але до 1960-х років у будинку розміщувались фонди Дніпропетровського історичного музею. В 1964 році в кабінеті вченого була відкрита кімната-музей, яка проіснувала близько 10 років. В 1970-х роках будинок був закритий для проведення ремонтних робіт. В 1982 році було прийнято рішення про створення меморіального музею Д. І. Яворницького. Для експозиції музею науковці шукали речі з будинку (меморіальні), добирали аналогічні (типологічні); книги та особисті речі господаря були викуплені з приватних колекцій і бібліотек.
3 листопада 1988 року меморіальний будинок-музей Дмитра Яворницького було відкрито для відвідувачів.

## Експозиція

Робочий стіл Дмитра Яворницького

Архітектурне планування кімнат збереглося. Їхні інтер'єри відновлено такими, якими вони були за життя господаря: вестибюль, передпокій, їдальня, вітальня, кабінет, мезонін. Одна з кімнат, де була спальня господаря, а потім — його дружини — виставкова, в ній експонуються виставки як з фондів ДНІМ ім. Д.Яворницького, так і привезені з різних куточків України.
В музеї зберігається велика кількість документів, що належали в першу чергу самому Дмитру Яворницькому.

#### Учнівські зошити
2 учнівські зошити часу навчання в Харківській повітовій гімназії. Перший зошит на 12 листів — «Русская Тетрадь» Дмитрія Еварницкого почата 23 вересня 1868 р., закінчена 9 лютого 1869 р., де учень Дмитро Еварницький вчиться писати окремі елементи літер та самі літери, з помітками вчителя «Хорошо», «Порядочно», «Посредственно», «Порядочно, но больше старайтесь», «Очень недурно», «Посредственно» і знову «Хорошо». Другий зошит «Русская тетрадь» 1869 р. ученика 1-го нормального класса Дмитрія Еварницкого, де списано 9 листів, теж елементи літер та самі літери з помітками вчителя «Порядочно», «Хорошо» та підписами, що роботу виконано власноручно учнем Дмитром Еварницьким.

#### Робочі записні книжки
Перша записна книжка «День за днем» на 480 сторінок містить записи з характеристикою наукових досліджень, збирань: записи приказок, поговірок, жартів українською і російською мовами; розповіді про Іллю Муромця; опис Євангелія, надрукованого у Москві 1763 р. Також тут є записи 1922—1923 рр. — це описи кургану, розкопів, малюнки, плану станції Лоцманської, тобто на території сучасного Дніпра. Друга записна книжка (1890) є продовженням записів попередніх розшуків: записи пісень, різних приказок, схеми-плани місцевості, описи курганів, археологічних знахідок, записи слів, матеріали з української демонології; розповіді про кошового отамана І. Сірка; про лоцманів та вартість їхніх послуг. Обидві відносяться до петербурзького періоду життя вченого.
Записна книжка-зошит на 68 листів містить конспекти історичних досліджень періоду правління Петра І. Наступні два рукописи-лекції відносяться до цього ж харківсько-петербурзького періоду інтенсивного вивчення історії. Перший з рукописів присвячений періоду історії боротьби у Польщі «конфедератів» проти короля, сейму і «схизматів». Другий рукопис містить історію становлення Литовської держави, Польщі, взаємини між цими державами та Росією.
Цікавою є записна книжка, яка складається з двох окремих саморобних зошитів. Обидва зошити містять словники з помітками, зокрема в першому — звідки взяті слова: «Марко Вовчок», «О. Стороженко», «Листи з хутора», «село Сурське Кат. губ. Катеринославського повіту», записи, як мучили Ґонту. Другий зшиток починається віршем Олександра Кониського «Сиротина», а на зворотній сторінці — вірш-сатира російською мовою, списаний з газети «СПб Ведомости», февраль, № 38.
Про археологічні пошуки вченого розповідає «Дневник раскопок курганов в (деревне) Михайловке, имении Вс. Эр. Бродского, Верхнеднепровского (уезда)» 1906 IX 28. Тут дається детальний опис місцезнаходження кургану, його розміри, характер поховання.

#### Археологічні документи
- Свідоцтво на право розкопів влітку 1885 року поруч із селом Красноплавка Артемовської волості Павлоградського повіту Катеринославської губернії.
- Повідомлення про те, що Д. І. Яворницький був обраний членом археологічного товариства;
- Членський квиток Яворницького, як учасника Восьмого археологічного з'їзду, який відбувався у Москві з 8 по 24 січня 1890 р.
- Запрошення Яворницькому на XIII археологічний з'їзд, який відбувся у Катеринославі 1905 року саме завдяки старанням Д. І. Яворницького і мав велике значення у становленні Катеринославського музею.
- «Відкритий лист» 1927 року, який дає Д. І. Яворницькому право робити розшуки на території майбутнього Дніпробуду; призначення відповідальним керівником постійного археологічного догляду й археологічних розкопів на території Дніпрельстану 21. III. 1927 р.

#### Документи ученого та громадського діяча
- Матрикул, що свідчить: «Совет императорского Харьковского Университета свидетельствует, что предъявитель сего Демитрий Эварницкий принят в число студентов сего Университета по историко-филологическому факультету 1877  г. 22 сентября».
- Свідоцтво (копія) про закінчення Яворницьким університету та про науковий вибір молодого фахівця
- Диплом про захист Д. І. Яворницьким вченого ступеня «магистра русской истории», який він отримав на підставі «представленного и публично защищенного им сочинения под заглавием „История запорожских козаков, том І“». Захист відбувся 29 квітня 1901 року, а сам документ був виданий 27 лютого 1902 року.
- Членський білет № 969 члена Катеринославського наукового товариства професора Еварницького.
- Посвідчення № 35 1939 р. академіка Д. І. Яворницького вже за радянських часів.
- Повідомлення про обрання Д. І. Яворницького дійсним членом Академії наук УРСР 1929 р.

#### Листи до Д.І.Яворницького
- Лист українського письменника, фольклориста, етнографа Б. Д. Грінченка від 16 лютого 1905 року, де Грінченко оповіщає про подальшу роботу над словником.
- Вітальна телеграма Іллі Рєпіна з 30 літнього ювілею наукової та літературної діяльності Дмитра Івановича (1913 р.): «Горячо приветствую маститого юбиляра. Дружески обнимаю безсмертную душу Запорожья. Илья Репин».

#### Указ про увічнення пам'яті
|  | Указ Президії Верховної Ради УРСР Про увічнення пам'яті академіка Д. І. Яворницького. Присвоїти ім'я академіка Д. І. Яворницького Дніпропетровському історичному музеєві. Доручити Раді народних комісарів УРСР: встановити на могилі академіка Д. І. Яворницького надгробний пам'ятник, зберегти за дружиною померлого академіка Д. І. Яворницького — С. Д. Яворницькою республіканську академічну пенсію в розмірі 600 крб. на місяць. Голова Президії Верховної Ради УРСР, М. Гречуха. Секретар Президії Верховної Ради УРСР О. Межжерін |